# Lúcio Cesênio Sospes
Lúcio Cesênio Sospes (em latim: Lucius Caesennius Sospes) foi um senador romano nomeado cônsul sufecto para o nundínio de maio a agosto de 114 com Caio Clódio Numo. Sua mãe, Flávia Sabina, era prima dos imperadores Tito e Domiciano. Sua vida é conhecida principalmente através de uma inscrição encontrada em Antioquia na Pisídia.

## Origem
Sospes era filho de Lúcio Júnio Cesênio Peto, cônsul em 61, e de Flávia Sabina, e irmão de Lúcio Júnio Cesênio Peto, cônsul em 79. Seu cognome, Sospes ("são e salvo"), provavelmente foi adquirido durante a infância. Durante a Guerra romano-parta de 58-63, seu pai foi pego de surpresa pelo avanço inimigo e, enquanto recuava, ordenou que Flávia e Sospes, que tinha apenas quatro anos na época, fossem enviados para a fortaleza de Arsamósata, onde acabaram cercados, mas terminaram "sãos e salvos".

## Carreira
Sua carreira provavelmente começou ainda na adolescência, quando Sospes serviu como tresviri aere argento auro flando feriundo, uma posição prestigiosa geralmente reservada aos patrícios e aos jovens com patronos poderosos; sobrinho do falecido Vespasiano, Sospes provavelmente se incluía nesta última. Em seguida, Sospes serviu como tribuno militar da Legio XXII Primigenia, que ficava estacionada na Panônia, e foi condecorado por sua atuação na campanha de Domiciano na região em 92 em resposta a uma invasão de sármatas e suevos que haviam invadido a província depois de destruírem a XXI Rapax (ou a V Alaudae).
Depois do serviço militar, Sospes foi questor em Creta e Cirenaica e depois serviu mais dois postos civis, praefectus frumenti dandi (responsável pela distribuição da ração gratuita de cereais em Roma) e superintendente das colônias e municípios (curator coloniarum et municipiorum), um posto que era equivalente ao de governador da Itália romana. O primeiro posto geralmente não era ocupado por "pessoas que atingiram eminência na guerra ou na paz" e o segundo só aparece nos registros depois de Trajano, provavelmente um indicativo do desfavorecimento de Sospes. Segundo a inscrição, Sospes foi em seguida legado imperial de uma série de províncias — Galácia, Pisídia, Frígia, Licônia, Isáuria, Paflagônia e outros distritos. Segundo o historiador Ronald Syme, uma possível resposta é que, depois da morte do governador da Capadócia, Lúcio Antíscio Rufo, ainda no cargo em 94, sua província teria sido dividida entre dois legados, com Sospes, legado da XIII Gemina assumindo o comando da Galácia e dos distritos vizinhos. Quando um substituto, Tito Pompônio Basso, chegou, no ano seguinte, os legados retornaram às suas atividades normais.
Segundo Syme, com esta carreira, Sospes provavelmente esperava um consulado entre 97 e 98, but o destino atrapalhou, pois Domiciano foi assassinado em setembro de 96 e o novo imperador, Nerva, adotou Trajano como herdeiro onze meses depois. Como parente de um imperador detestado, Sospes caiu em desgraça e foi somente em 114 que ele conseguiu chegar ao posto.

## Família
Não se sabe se Sospes se casou ou quem teria sido sua esposa. Um Lúcio Cesênio Antonino foi cônsul sufecto em 128, mas não se sabe se ele era filho de Sospes ou neto do irmão dele, Lúcio Júnio Cesênio Peto, cônsul em 79.